# ТЕС Скавіна
ТЕС Скавіна — вугільна теплова електростанція у однойменному місті на півдні Польщі.

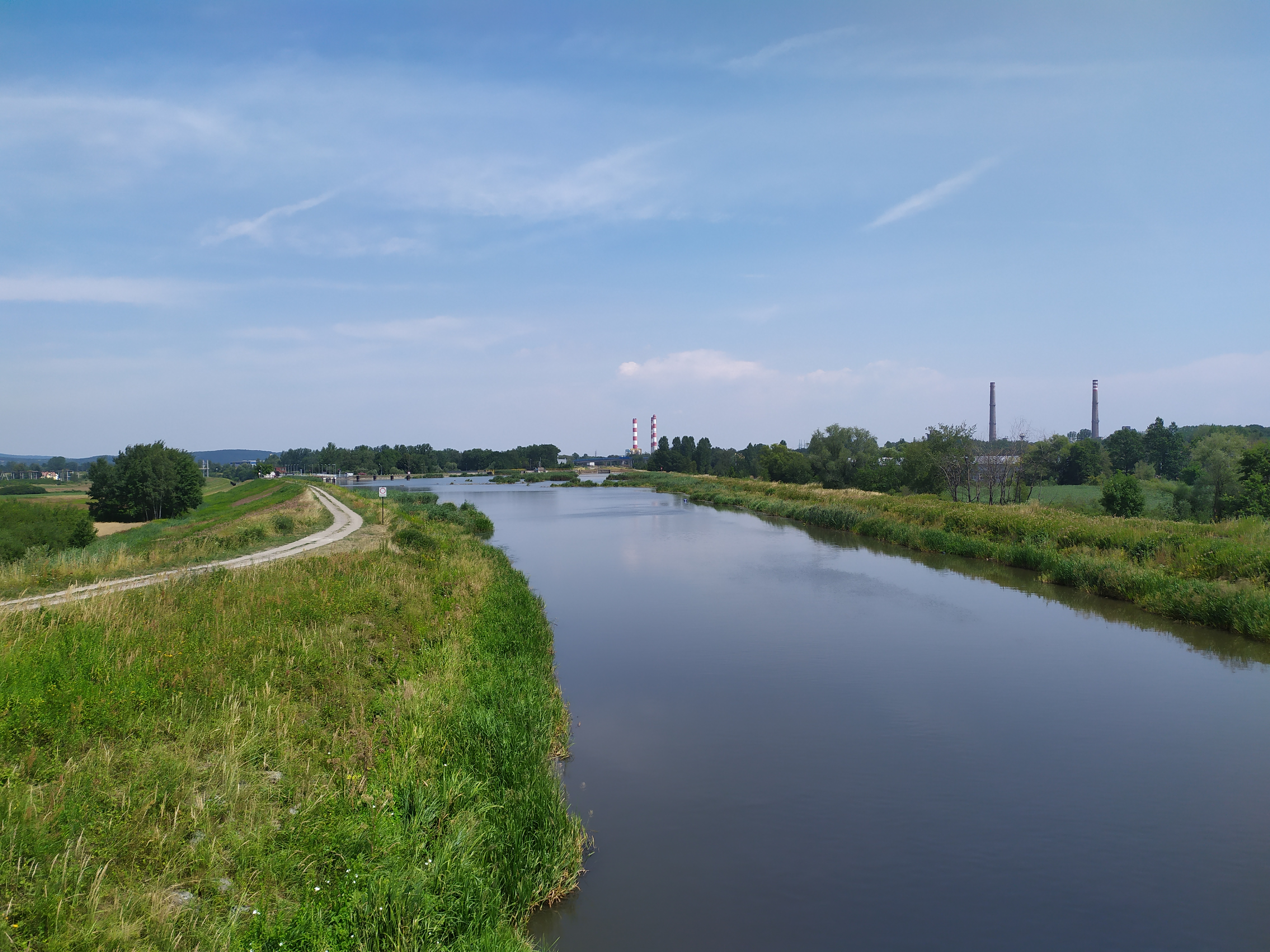
Канал Łączański, по якому доправляють воду для охолодження станції (вдалині видно її димарі)

На момент зведення станція призначалась для живлення металургійного заводу Huta Aluminium. У 1957-му на її майданчику стали до ладу перші два енергоблоки потужністю по 50 МВт, обладнані паровими котлами Pk-10p радянського виробництва.
До 1961-го ТЕС доповнили ще п'ятьма блоками, майже всі з яких мали потужність по 100 МВт, окрім блоку № 7 з показником 50 МВт. При цьому у центральній котельні встановили 9 котлів виробництва компанії Rafako з Рацибужа — 5 типу ОР-230 та 4 типу ОР-210.
З 1970-х станція почала подавати теплову енергію для міста Скавіна, а з 1986-го її підключили до системи теплопостачання Кракова. Між 1993 та 1996 роками Ленінградський механічний завод модифікував турбіни 3, 4, 5 та 6 у теплофікаційні типу WK-100-6M потужністю по 110 МВт. Як наслідок, загальна електрична потужність станції досягла 590 МВт при тепловій потужності 618 МВт.
У 2005-му вивели з експлуатації блоки 1 та 2, при цьому електрична та теплова потужність ТЕС зменшились до 490 МВт та 588 МВт відповідно. А станом на другу половину 2010-х в роботі залишались лише блоки 3, 5 та 6, що забезпечувало електричну потужність на рівні 330 МВт при тепловій потужності 438 МВт.
Воду для охолодження отримують з Вісли через споруджений в межах проєкту ТЕС канал Łączański довжиною 15,7 км. Відпрацьована вода скидається до правої притоки Вісли річки Скавіна через малу ГЕС Скавіна.
Для видалення продуктів згоряння спорудили два димарі висотою по 125 метрів. Крім того, після запуску установки десульфуризації газів до них додали третій димар такої ж висоти.
Видача продукції відбувається по ЛЕП, розрахованих на роботу під напругою 220 кВ та 110 кВ.